# Присеймів'я (зупинний пункт)
Присеймі́в'я — пасажирський залізничний зупинний пункт Конотопської дирекції Південно-Західної залізниці розташований на двоколійній електрифікованій лінії Зернове — Конотоп.
Розташований біля села Калишенкове Конотопського району Сумської області між станціями Алтинівка (4 км) та Мельня (6 км).
На зупинному пункті зупиняються приміські поїзди.